# دیوید برنز (بازیکن فوتبال، زاده ۱۹۵۸)
دیوید برنز (انگلیسی: David Burns؛ زادهٔ ۱۲ نوامبر ۱۹۵۸) بازیکن فوتبال اهل بریتانیا است.